# DKW F11 e F12
Le DKW F11 ed F12 sono due autovetture di fascia medio-bassa prodotte contemporaneamente dal 1963 al 1965 dalla Casa automobilistica tedesca Auto Union.

## Storia e profilo

### Debutto
Di questi due modelli, la prima a debuttare fu la F12: presentata nel gennaio 1963, questo modello andò a posizionarsi leggermente più in alto rispetto alla Junior De Luxe. Quest'ultima, già appartenente alla gamma Junior, divenne il modello di accesso dell'intera gamma DKW dopo l'uscita dal listino della Junior di base, avvenuta il mese precedente. Con l'avvento della F12 si assistette quindi ad un avvicendamento: la Junior De Luxe andò a sostituire la Junior normale, mentre la F12 andò ad occupare il posto che fino a quel momento era della Junior De Luxe.

### Caratteristiche
Apparentemente simile alla Junior De Luxe, la F12 fu invece frutto di un progetto ben più complesso: innanzitutto i lamierati, ancorché molto simili a quelli della Junior, furono invece ridisegnati quasi tutti, a tal punto che in pratica la totalità dei pannelli in lamiera di una F12 non era interscambiabile con quelli della Junior. Tra i particolari aggiornati che più saltavano all'occhio va menzionata la maggior altezza del tetto, che si rifletteva anche sul parabrezza e sul lunotto, ora più alti. Tale soluzione fu scelta per migliorare l'abitabilità a bordo, specialmente a favore delle persone più alte che dovevano sedere nel divano posteriore. A proposito di sedili, essi ricevettero dei rivestimenti di miglior qualità. Un'altra caratteristica tipica della F12 fu il nuovo disegno dei fari posteriori, sempre incastonati sull'estremità posteriore delle "pinne", ma di maggiori dimensioni rispetto alla Junior poiché più sviluppati in altezza. Ed infine, il bagagliaio posteriore fu ampliato.
Anche dal punto di vista tecnico le novità furono molte, anche a livello strutturale, a riprova che la F12 era di fatto un modello ben diverso dalla Junior anche se a prima vista poteva non sembrare. Il telaio della F12 era caratterizzato dal passo allungato di 7.5 cm, ma anche le carreggiate furono leggermente incrementate, in particolare quella posteriore (1.212 mm sulla Junior De Luxe e 1.280 mm sulla F12). Gli ingombri esterni rimasero invece pressoché immutati. Numerose furono anche le altre novità tecniche: gli schemi delle sospensioni rimasero pressoché immutati (ruote indipendenti a quadrilateri deformabili per l'avantreno ed assale rigido con barre di torsione trasversali al retrotreno), ma per l'assale anteriore fu prevista un'inedita barra stabilizzatrice. Per quanto riguardava l'impianto frenante, invece, la grossa novità fu rappresentata dall'arrivo dei freni a disco anteriori. Posteriormente, invece, si rimase fedeli ai tamburi. Cerchi e pneumatici furono invece gli stessi della De Luxe, da 13 pollici di diametro.
Nuovo fu anche il motore della F12, sempre tricilindrico, sempre a due tempi, ma con una cilindrata aumentata ad 889 cm³, frutto della rialesatura della precedente unità da 796 cm³, unità che continuò ad essere impiegata sotto il cofano della Junior De Luxe. Maggiori furono quindi anche le prestazioni del nuovo propulsore, la cui potenza massima passò da 34 a 40 CV. Invariato invece il tipo di cambio, sempre a 4 marce sincronizzate. Con tali caratteristiche, la F12 si pose in diretta concorrenza con vetture come la Opel Kadett A, lanciata appena l'anno prima.

### Evoluzione
La carriera della F12 e delle sue successive evoluzioni e modelli derivati è stata assai breve ma interessante: ogni versione non ha beneficiato di ulteriori step evolutivi, è nata ed ha completato la sua breve esistenza in listino quasi così come ha debuttato. Per quanto riguarda la F12, l'unica variazione di un certo rilievo fu il fatto che a partire dal settembre 1964 il dispositivo di ruota libera, prima optional, divenne di serie.

#### L'arrivo della F11

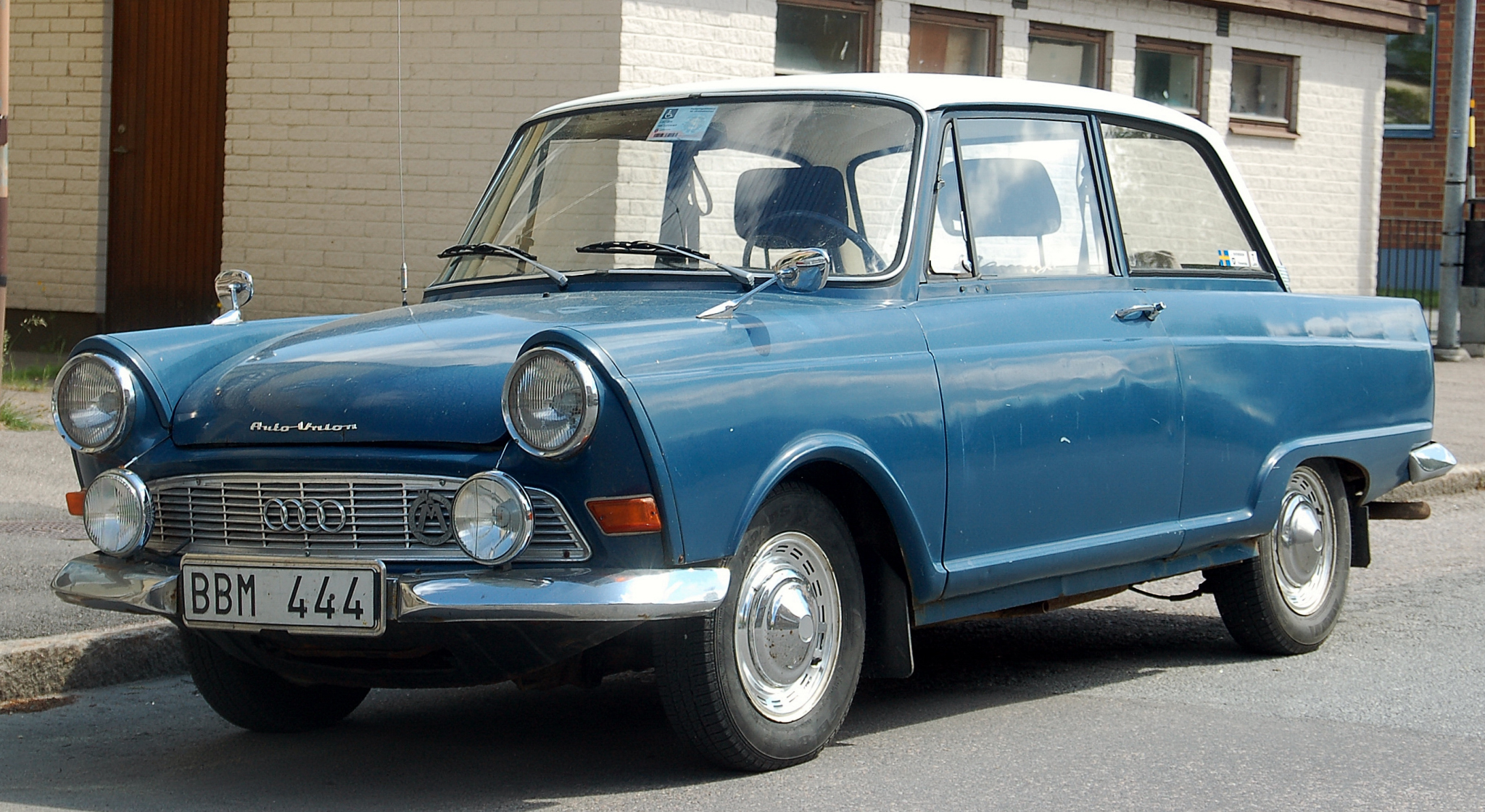
Una F11

Nel settembre del 1963 la gamma della F12 si amplia con l'arrivo della F11, destinata a sostituire la Junior De Luxe rimasta in listino fino a quel momento. La F11 era in pratica una F12 dotata però della meccanica della Junior De Luxe uscente. Ritroviamo quindi anche nella F11 il vecchio motore da 795 cm³ con 34 CV di potenza massima, ma anche l'impianto frenante a quattro tamburi e l'avantreno senza barra stabilizzatrice. Va notato come la denominazione F11 corrisponda alla sigla di progetto con cui a suo tempo venne indicata la Junior. In particolare, questo nuovo modello fu indicato dagli addetti ai lavori come F11/64 per distinguerla dalle precedenti Junior e Junior De Luxe (il cui codice interno era F11/62). Anche internamente l'allestimento fu ripreso dal modello uscente.
Con la F11, la Casa di Ingolstadt sperava di poter convincere la potenziale clientela ad acquistare un modello che offriva la stessa abitabilità di vetture di livello superiore, ma ad un prezzo più accessibile. Sfortunatamente, però, la F11/64 non incontrò molto successo: la sua produzione si fermò nel marzo 1965 con 30.738 esemplari costruiti. Le ultime consegne avvennero ad aprile.

#### La F12 Roadster

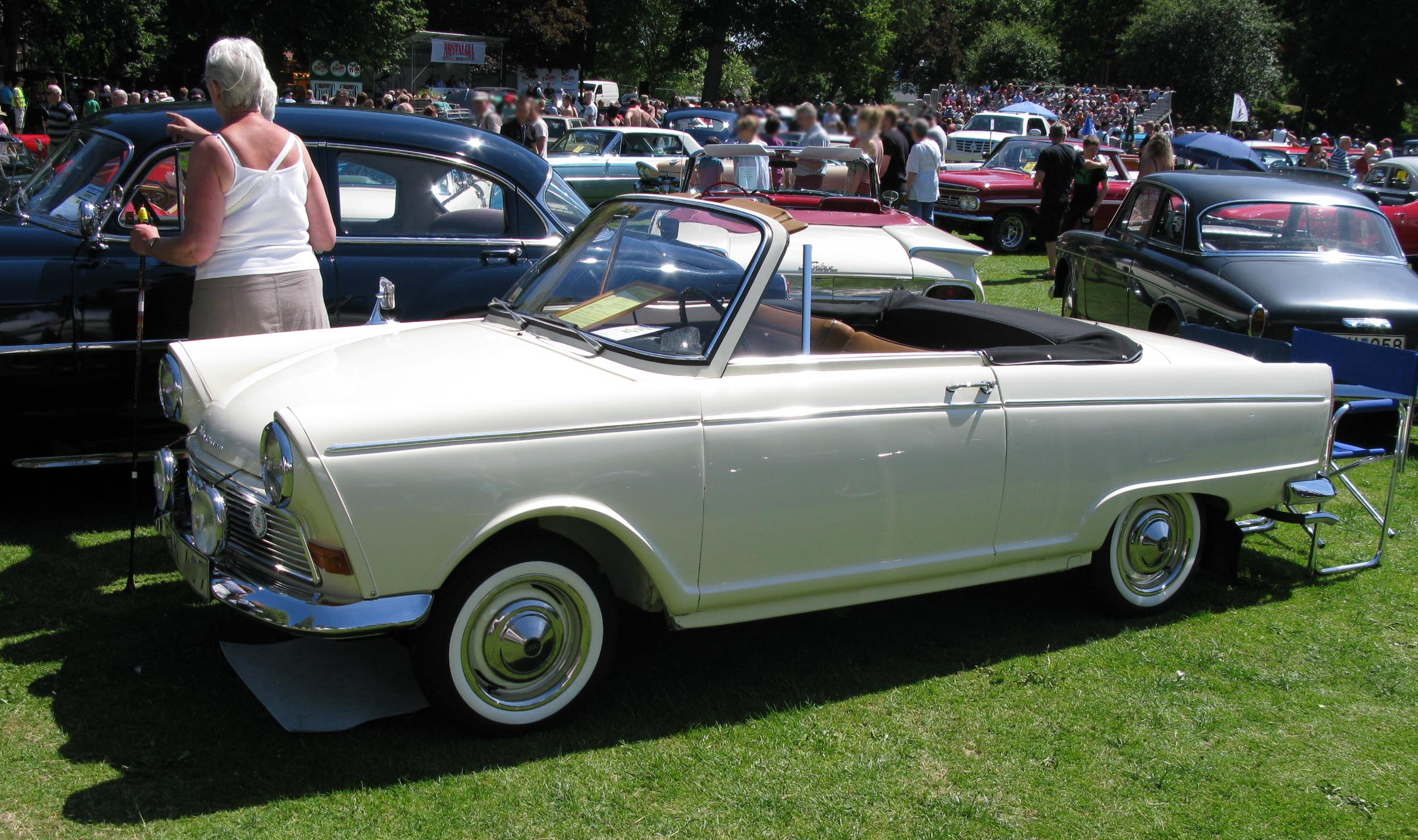
Una F12 Roadster

Presentata al Salone di Francoforte del 1963, la Roadster fu senza dubbio la più interessante fra le varianti della gamma F11/F12. Come le altre F12, fu assemblata nello stabilimento di Ingolstadt, ma il progetto che portò alla sua realizzazione fu in realtà sviluppato presso la carrozzeria Baur di Stoccarda. La denominazione "roadster" non deve trarre in inganno: di fatto si trattava invece di una cabriolet a due posti più due. Il motore della F12 Roadster mantenne la cilindrata della contemporanea F12, ma la potenza massima salì a 45 CV. La F12 Roadster fu la prima della gamma F12 a proporre di serie il dispositivo di ruota libera. Il resto della meccanica ricalcò quanto già visto per la F12 berlina.
Entrata in commercio nel gennaio del 1964, la F12 Roadster rimase a listino per un anno: durante tale lasso di tempo la vettura subì aggiornamenti marginali. L'ultima F12 Roadster uscì dalle linee di montaggio di Ingolstadt nel dicembre 1964. Di questa versione fu prodotta anche una fuoriserie dotata di hard-top, ma rimase un esemplare unico.

#### La F12/65

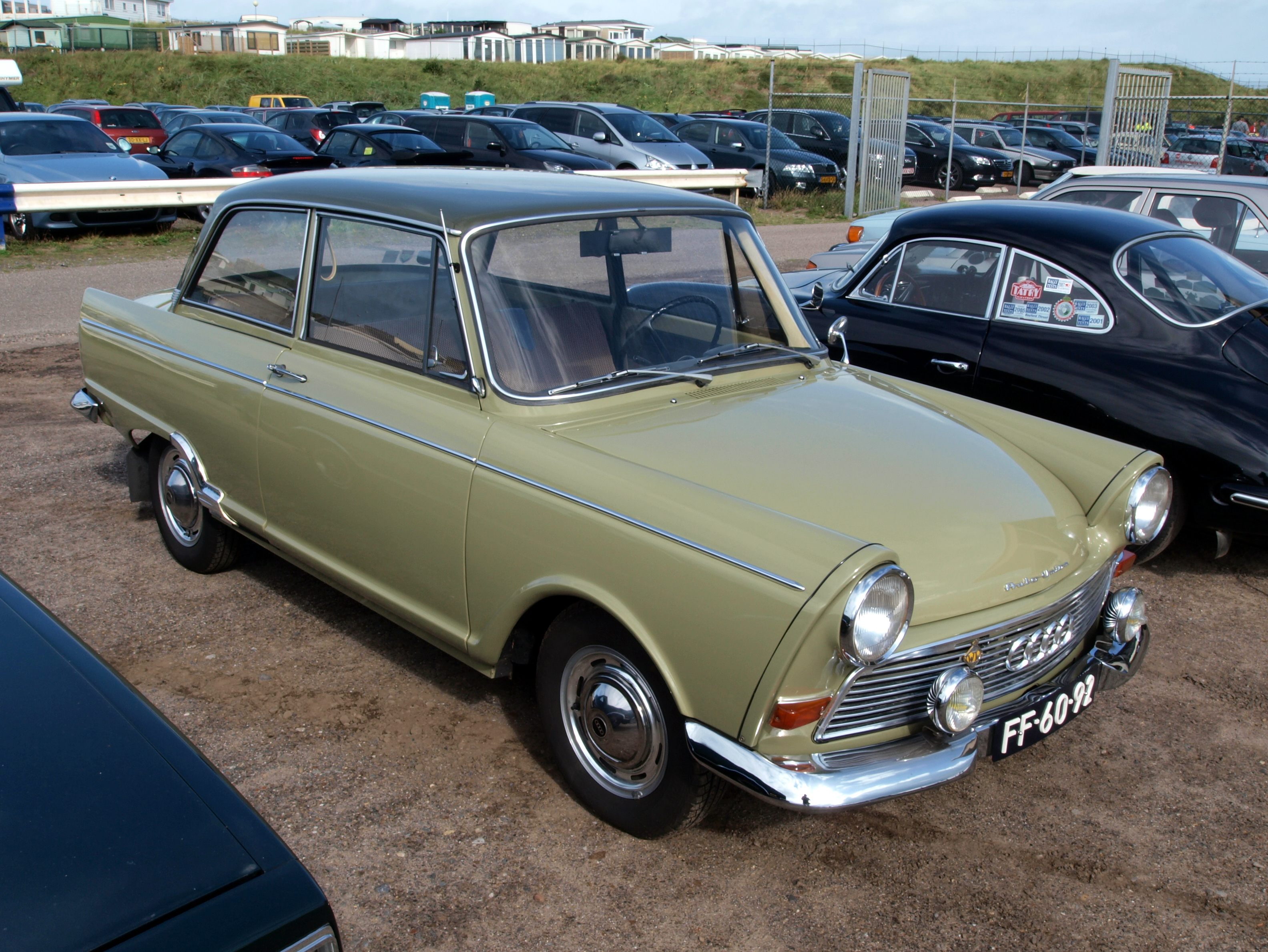
Una F12/65

Nel novembre del 1964, circa un mese prima dell'uscita di produzione della prima F12, vi fu l'avvio della commercializzazione del nuovo modello destinato a sostituirla, ossia la F12/65. Tale nuovo modello differiva dal precedente soprattutto nel motore, che mantenne la cilindrata da 889 cm³ della vecchia F12, ma la cui potenza crebbe fino a 45 CV grazie ad una serie di rivisitazioni che interessarono fra l'altro le bielle, i pistoni ed il timing dell'apertura delle luci di aspirazione e scarico. Si trattava in pratica del motore della F12 Roadster che anch'essa, di lì a poco, sarebbe uscita dai listini. Dalla versione "aperta" della gamma, la F12/65 ereditò anche il cambio con dispositivo di ruota libera (che comunque era già entrato a far parte del corredo di serie delle ultime F12 di prima generazione).
Esteticamente furono poche e di dettaglio le differenze con la prima F12: tra queste, una delle più visibili fu la presenza di una piccola griglia alla base del parabrezza. La carriera commerciale della F12/65 durò solo sei mesi nonostante le molte parole di elogio spese dalla stampa specializzata.

#### Fine produzione
La fine della carriera commerciale della gamma F12/F11 fu senza dubbio legata all'entrata della Volkswagen, tra la fine del 1964 e l'inizio del 1965, nel capitale della Casa di Ingolstadt e alla progressiva eliminazione, da parte dei nuovi padroni di Wolfsburg, dei motori a due tempi, fatto che porterà, di lì a non molto alla nascita della gamma di modelli nota come serie F103, basata sulla meccanica telaistica della DKW F102, ma con nuovi motori a quattro tempi. In totale furono prodotti 113.273 esemplari fra F11 ed F12. Fu nell'aprile del 1965 che l'ultimo di questi esemplari uscì dalle linee di montaggio di Ingolstadt.

### Tabella riepilogativa
Di seguito vengono riepilogate le caratteristiche relative alle versioni costituenti la gamma F11/F12 nel corso del biennio in cui sono state prodotte e commercializzate.
| Modello                            | F11 | F12 | F12 Roadster | F12/65 |
| ---------------------------------- | --- | --- | --- | --- |
| Varianti di carrozzeria            | berlina 2 porte | berlina 2 porte | cabriolet | berlina 2 porte |
| Anni di produzione                 | 09/1963-03/1965 | 01/1963-12/1964 | 01/1964-12/1964 | 11/1964-04/1965 |
| Esemplari prodotti                 | 30.738 | 69.046 | 2.804 | 10.685 |
| Motore                             | A due tempi | A due tempi | A due tempi | A due tempi |
| Posizione                          | Anteriore longitudinale a sbalzo                                                                                      | Anteriore longitudinale a sbalzo | Anteriore longitudinale a sbalzo | Anteriore longitudinale a sbalzo |
| Numero e disposizione dei cilindri | Tre cilindri in linea                                                                                                 | Tre cilindri in linea | Tre cilindri in linea | Tre cilindri in linea |
| Cilindrata (cm³)                   | 796 | 889 | 889 | 889 |
| Alesaggio e corsa (mm)             | 70,5 x 68 | 74,5 x 68 | 74,5 x 68 | 74,5 x 68 |
| Alimentazione                      | Carburatore Solex 40 CIB                                                                                              | Carburatore Solex 40 CIB | Carburatore Solex 40 CIB | Carburatore Solex 40 CIB |
| Rapporto di compressione           | 7.0-7.25:1 | 7.0-7.25:1 | 7.25-7.5:1 | 7.25-7.5:1 |
| Potenza massima (CV/rpm)           | 40/4250 | 40/4250 | 45/4500 | 45/4500 |
| Coppia massima (Nm/rpm)            | 78.5/2250 | 78.5/2250 | 78.5/2500 | 78.5/2500 |
| Frizione                           | Monodisco a secco | Monodisco a secco | Monodisco a secco | Monodisco a secco |
| Trazione                           | Anteriore | Anteriore | Anteriore | Anteriore |
| Cambio                             | Manuale a 4 marce sincronizzato                                                                                       | Manuale a 4 marce sincronizzato | Manuale a 4 marce sincronizzato | Manuale a 4 marce sincronizzato |
| Struttura                          | Telaio separato in acciaio a longheroni e traverse scatolati, carrozzeria in lamiera di acciaio                       | Telaio separato in acciaio a longheroni e traverse scatolati, carrozzeria in lamiera di acciaio                                              | Telaio separato in acciaio a longheroni e traverse scatolati, carrozzeria in lamiera di acciaio                                              | Telaio separato in acciaio a longheroni e traverse scatolati, carrozzeria in lamiera di acciaio                                              |
| Sospensioni ant.                   | A ruote indipendenti, quadrilateri deformabili, barre di torsione longitudinali, ammortizzatori idraulici telescopici | A ruote indipendenti, quadrilateri deformabili, barre di torsione longitudinali, barra stabilizzatrice, ammortizzatori idraulici telescopici | A ruote indipendenti, quadrilateri deformabili, barre di torsione longitudinali, barra stabilizzatrice, ammortizzatori idraulici telescopici | A ruote indipendenti, quadrilateri deformabili, barre di torsione longitudinali, barra stabilizzatrice, ammortizzatori idraulici telescopici |
| Sospensioni post.                  | Ad assale rigido, con barre di torsione trasversali ed ammortizzatori idraulici telescopici                           | Ad assale rigido, con barre di torsione trasversali ed ammortizzatori idraulici telescopici                                                  | Ad assale rigido, con barre di torsione trasversali ed ammortizzatori idraulici telescopici                                                  | Ad assale rigido, con barre di torsione trasversali ed ammortizzatori idraulici telescopici                                                  |
| Impianto frenante                  | A tamburo sulle quattro ruote, tamburi anteriori montati entrobordo all'uscita del differenziale                      | Anteriori a disco, posteriori a tamburo | Anteriori a disco, posteriori a tamburo | Anteriori a disco, posteriori a tamburo |
| Pneumatici                         | 5.50-13 | 5.50-13 | 5.50-13 | 5.50-13 |
| Sterzo                             | A cremagliera | A cremagliera | A cremagliera | A cremagliera |
| Massa in ordine di marcia          | 710 | 735 | 750 | 735 |
| Serbatoio                          | 35 litri | 35 litri | 35 litri | 35 litri |
| Velocità massima                   | 118 | 125 | 130 | 128 |
| Accelerazione 0–100 km/h           | 30" | 25" | 23" | 24" |
| Consumo medio (litri/100 km)       | 9.5 | 10 | 10 | 10 |